# سعود الناصر الصباح
الشيخ سعود الناصر الصباح (3 أكتوبر1944  - 21 يناير 2012 )، سياسي ودبلوماسي كويتي وأحد أعضاء الأسرة الحاكمة.

## عن حياته

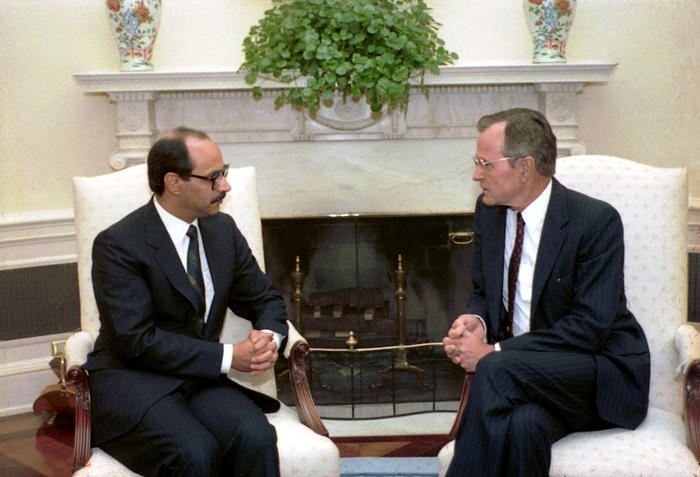
الشيخ سعود الناصر الصباح مجتمعا في البيت الابيض مع الرئيس الأمريكي السابق جورج بوش عام 1991

ولد الشيخ سعود بن ناصر بن سعود بن محمد بن صباح بن جابر بن عبد الله بن صباح الأول الصباح بعام 1944، وحصل على شهادة في القانون من جامعة لندن، وفي عام 1969 التحق بالعمل في الإدارة القانونية بوزارة الخارجية. وفي عام 1975 عُيّن سفيرًا للكويت لدى المملكة المتحدة وسفيرًا محالًا لدى السويد والنرويج والدنمارك، وظل بالمنصب حتى عام 1981 عندما عُيّن سفيرًا في الولايات المتحدة وسفيرًا مُحالًا لدى كندا وفنزويلا، واستمر بمنصبه حتى عام 1992.

## حياته السياسية
بعد إجراء انتخابات مجلس الأمة لعام 1992 عين في 18 أكتوبر 1992 وزيرًا للإعلام، وفي 3 سبتمبر 1996 عُيّن بالإضافة لعمله وزيرًا للتربية ووزيرًا للتعليم العالي ووزيرًا للنفط وذلك بعد استقالة الوزراء الذين يتولون هذه الوزارات لرغبتهم بخوض انتخابات مجلس الأمة لعام 1996. وبعد إجراء الانتخابات تشكلت الحكومة الجديدة في 15 أكتوبر وأعيد تعيينه فيها وزيرًا للإعلام كما عُيّن وزيرًا للصحة بالوكالة، واستمر بتولى أمور وزارة الصحة حتى 30 أكتوبر 1996. وفي 22 مارس 1998 عُيّن وزيرًا للنفط، وفي 13 يوليو 1999 أعيد تعيينه وزيرًا للنفط، وفي 14 نوفمبر 2000 عُيّن وزيرًا للإعلام بالوكالة، واستمر بتولي شؤون الوزارتين حتى استقالة الحكومة في 29 يناير 2001.
- بعد وفاته أطلق اسمه على «المعهد الدبلوماسي الكويتي» ليصبح بعد ذلك «معهد سعود الناصر الدبلوماسي».[5]

## دوره الدبلوماسي فيالغزو العراقي للكويت عام 1990
عندما وقع الغزو العراقي للكويت عام 1990 كان الشيخ سعود الناصر الصباح سفيرًا في الولايات المتحدة وقد لعب دورا محوريا في حشد الرأي العام الأميركي للقضية الكويتية إبان الغزو العراقي الغاشم في وقت تصاعدت فيه آنذاك أصوات مطالبة بعدم التدخل العسكري وأخرى قابعة في المنطقة الرمادية لم تحسم أمرها بالنفي أو بالإيجاب ، فبعد ان قدم وزير الخارجية العراقي حينها طارق عزيز مذكرة الى جامعة الدول العربية متهما الكويت «بسرقة نفط العراق» والتهديدات العراقية التي صاحبتها طلب سعود الناصر الصباح عقد لقاءات شبه يومية تجمعه بالاستخبارات العسكرية التابعة لوزارة الدفاع الأميركية للاطلاع على مستجدات الأزمة التي افتعلها العراق تجاه الكويت وللوقوف على مواقع القوات المسلحة العراقية المتمركزة على الحدود الكويتية العراقية وحجمها وآلياتها ، وقد كان الجانب الأميركي يزوده بصور التقطت بواسطة الأقمار الاصطناعية تبين أن وجود هذه القوات أبعد من ان يكون بغرض التهديد بل أكبر من ذلك وهو ما حاول المسؤولون الأميركيون التحذير منه.
وبعد الغزو العراقي للكويت قام بترجمة المكالمة التي عبر فيها الرئيس الأميركي جورج بوش لحاكم الكويت الثالث عشر آنذاك الشيخ جابر الأحمد الصباح عن رفضه للعدوان العراقي على الكويت وسيادتها وأمنها ، وكان الشيخ سعود يجتمع يوميا مع سفير المملكة العربية السعودية لدى واشنطن آنذاك الامير بندر بن سلطان لتبادل المعلومات حول تطورات الأزمة علاوة عن قيامه بجولات لمراكز الدراسات الاستراتيجية «والتي تغذي الإدارة الأميركية والرأي العام» والجامعات عارضا بذلك قضية احتلال الكويت وطامحا الى كسب التأييد.
وذهب الى أبعد من ذلك بمحاولة استمالة اعضاء مجلس الشيوخ الأمريكي ومجلس النواب الأمريكي من شهر نوفمبر من عام 1990 الى شهر ديسمبر لدعم قرار التدخل العسكري الأميركي لإنهاء الغزو العراقي للكويت ، كما حاول كسب التأييد والدعم لقضية الكويت عبر وسائل الإعلام الأميركية وحث الطلبة العرب الدارسين في الولايات المتحدة على المساهمة بالترجمة لدى الجيش الأميركي في الوقت الذي كان يجري فيه اتصالات مع المقاومة الكويتية عبر أجهزة إرسال تم ابتياعها من أمريكا وإيصالها الى المقاومة عبر الحدود السعودية.
وفي خضم التجهيزات لحرب تحرير الكويت والمسماة بعاصفة الصحراء إجتمع الشيخ سعود الناصر برئيس هيئة الأركان المشتركة الأمريكية الفريق أول كولن باول للاطلاع على حجم القوات المتجهة الى الكويت وعدد السفن المستخدمة لنقل القوات وعدد الطائرات وغيرها.
وحينما حانت ساعة الصفر اجتمع الشيه سعود الناصر بوزير الخارجية الأميركي آنذاك جيمس بيكر في 16 من يناير والذي أبلغه بدوره بأن حرب تحرير الكويت ستبدأ بعد ساعتين فما كان منه إلا أن بعث برسالة مشفرة الى القيادة الكويتية في المملكة العربية السعودية وتحديدا لولي العهد آنذاك الشيخ سعد العبد الله السالم الصباح والذي نقلها الى الشيخ جابر الأحمد الصباح.

## حياته الأسرية
متزوج من الشيخة عواطف صباح السالم الصباح، ولهما من الأبناء:
- الشيخ فواز.
- الشيخة مراحب.
- الشيخ نواف.
- الشيخة نيرة (مواليد 1977).
- الشيخ صباح.
- الشيخ سعد.

## وفاته
في عام 2012، توفي عن عمر 68 عامًا في بلده الكويت بعد أن أمضى حوالي سنة في لندن للعلاج من مرض السرطان.